# جدایسیس کاپوچو نیویس
جدایسیس کاپوچو نیویس (به پرتغالی: Jedaias Capucho Neves) مهاجم اهل برزیل است که در شهر سانتاری، پارا و در تاریخ ۱۵ آوریل ۱۹۷۹ به دنیا آمده‌است.
جدایسیس کاپوچو نیویس در تیم‌های فوتبال União São João سابقهٔ حضور دارد.